# Agustín Nieto Caballero
Agustín Nieto Caballero (Bogotá, 17 de agosto de1889-ibidem, 3 de noviembre de 1975) fue un educador, escritor, psicólogo, filósofo y abogado colombiano.
Fundador de los colegios Gimnasio Moderno en 1914, Gimnasio Femenino en 1927 en Bogotá y fundador del voluntariado Juventud de la Cruz Roja Colombiana en 1923. Además, ocupó importantes cargos públicos como Ministro de Educación, embajador de Colombia en Chile y Rector de la Universidad Nacional de Colombia. Hermano del periodista Luis Eduardo Nieto Caballero.

## Estudios
Agustín Nieto estudió en Bogotá «entre los 8 y 13 años en el colegio de los Hermanos Cristianos, en el Colegio Americano, en el de los Araujo y Ramírez y en el Liceo Mercantil», y su bachillerato en Estados Unidos y Europa. Recibió su formación como licenciado en leyes en la Facultad de Derecho de París, luego estudio filosofía y ciencias de la Educación en la Universidad de París 1 Panthéon-Sorbonne. Así mismo, realizó estudios en biología y sociología en la Universidad de Columbia. A su regreso a Colombia procuró difundir los postulados de la Escuela Nueva en el país. Ocupó importantes cargos públicos como Ministro de Educación, embajador de Colombia en Chile y Rector de la Universidad Nacional de Colombia.